# Flensborg Havn
Flensborg Havn er havnen beliggende i Flensborg. Havnen strækker sig fra Nordstaden på vestbredden af Flensborg Fjord via Havnespidsen til Kilseng på østbredden. I middelalderen rakte havnen i bymidten længere mod syd til Angelbogade. Havnen administreres i dag af Flensburger Hafen GmbH. Selskabet havde i 2014 en samlet omsætning på 367.883 tons. 

## Historie
Flensborg var fra byens begyndelse i 1200-tallet med sin beliggenhed ved fjorden en udpræget søfartsby. Havnen spillerede dermed en afgørende rolle for byens udvikling som handelsby. De mange kømandsgård og pakhuse ved Skibsbroen vidner den dag i dag derom. Gårdene lå sådan at det var bekvemt at laste og losse skibene. Især i perioden fra 1450 til 1600 var havnen centrum for en omfattende østersøhandel. I 1700- og 1800-tallet fulgte den transatlantiske handel med Dansk-Vestindien, som bragte stor økonomisk vækst og velstand. Der blev bl.a. handlet med sukker, kaffe, tobak, bomuld og eksotiske træsorter. I den sidste fjerdedel af 1700-tallet tredobledes Flensborg handelsflåde og Skibsbroen måtte forlænges mod nord. I takt med den transatlantiske handel udvidedes også købmandsgårdene og og der blev oprettet mange nye lagerbygninger og pakhuse. Med den vestindiske handel kom også rom-produktionen til byen og Flensborg blev hjemsted for omtrent 150 brænderier. Brænderiernes udførsel var 1794 på over en million brændevin. Den første fade rom kom 1767 til byen. Også byens værftsindustri blomstrede op og der opstod mange nye skibsvæfter. 
I slutningen af 1800-tallet satte industrialiseringen for alvor præg på byen og sejlskibene blev efterhånden afløst af dampskibe. I 1854 blev der anlagt en havnebane og i 1872 etableredes Flensborg Skibsværft i Nordstaden, hvor de første stålskibe løb af stabelen. Byens handelsflåde bestod i 1913 af 99 større skibe, hvoraf de fleste var dampskibe i oversøisk handel. Frihavnen ved Harnæs blev anlagt i 1923 som toldfrit område. Målet var at fastholde Flensborg som attraktiv handelshavn. 
Havneområdet består i dag af industrihavnen (ved Harnæs og Kilseng), fiskerihavnen (ved Sankt Jørgen-kvarteret), Skibsbroen med Museumshavnen (i indreby), en lystbådehavn (ved Galvig) og værftområdet (i Nordstaden). Ved Ballastkajen på den østlige bred blev der for få år siden bygget en ny lystbådehavn (under navnet Marina Werftkontor).